# Єнбай
Єнбай (в'єт. Thành phố Yên Bái) (listenⓘ) — місто у В’єтнамі. Це столиця провінції Єнбай на північно-східному В'єтнамі. Місто межує з районами Єнбінь і Чан'єн та розташоване на берегах Червоної річки, приблизно у 183 км на північний захід від Ханоя. Це один з важливих торговельних вузлів між високогір’ям і низовинами північного В’єтнаму.

## Історія
Наприкінці шістнадцятого століття Єнбай був невеликим селом у районі Батьлам округу Куйхоа провінції Хунгхоа. 11 квітня 1900 року французьким колонізаторським урядом було заснувано провінцію Єнбай. Місто зросло з відкриттям залізниці Ханой–Лаокай, яке привабило багато мігрантів.
10 лютого 1930 року частина 4-го Тонкінського стрілецького полку, дислокованого в Єнбаї, підняла повстання проти своїх французьких офіцерів під час Єнбайського заколоту. Воно були придушено вірними колоніальному правлінню військами того ж підрозділу. Цей інцидент призвів до масових заворушень проти французького правління у північно-східному В’єтнамі протягом 1930–1931 років.

## Демографія
Станом на 2019 рік населення міста становило 100631 жителя,  на площі 108,15 км2.

## Адміністративний поділ
Єнбай керує 9 кварталами (в'єт. phường) та 6 сільськими громадами (в'єт. xã).

## Клімат
| Клімат Єнбай                                                   | Клімат Єнбай | Клімат Єнбай | Клімат Єнбай | Клімат Єнбай | Клімат Єнбай | Клімат Єнбай | Клімат Єнбай | Клімат Єнбай | Клімат Єнбай | Клімат Єнбай | Клімат Єнбай | Клімат Єнбай | Клімат Єнбай |
| Показник                                                       | Січ.         | Лют.         | Бер.         | Квіт.        | Трав.        | Черв.        | Лип.         | Серп.        | Вер.         | Жовт.        | Лист.        | Груд.        | Рік          |
| Абсолютний максимум, °C                                        | 30,4         | 34,8         | 35,5         | 36,9         | 40,0         | 40,4         | 39,8         | 39,6         | 37,4         | 37,2         | 33,1         | 30,8         | 40,4         |
| Середній максимум, °C                                          | 19,2         | 20,3         | 23,2         | 27,2         | 31,3         | 32,7         | 32,6         | 32,5         | 31,5         | 28,8         | 25,3         | 21,6         | 27,2         |
| Середня температура, °C                                        | 15,8         | 17,1         | 19,9         | 23,6         | 26,8         | 28,2         | 28,2         | 27,8         | 26,7         | 24,3         | 20,8         | 17,3         | 23,0         |
| Середній мінімум, °C                                           | 13,6         | 15,1         | 17,9         | 21,3         | 23,8         | 25,2         | 25,3         | 24,9         | 23,8         | 21,5         | 18,0         | 14,6         | 20,4         |
| Абсолютний мінімум, °C                                         | 3,3          | 5,1          | 6,8          | 11,0         | 16,8         | 18,6         | 19,5         | 18,3         | 16,9         | 11,3         | 6,8          | 2,9          | 2,9          |
| Середня кількість сонячних годин на місяць                     | 51,7         | 40,3         | 43,0         | 73,7         | 147,1        | 149,5        | 163,5        | 174,5        | 169,5        | 140,0        | 119,3        | 97,3         | 1363,9       |
| Днів з дощем                                                   | 14,4         | 16,4         | 20,7         | 20,3         | 16,5         | 16,3         | 18,5         | 18,2         | 14,2         | 11,6         | 9,1          | 9,3          | 185,9        |
| Вологість повітря, %                                           | 87.2         | 88.0         | 88.5         | 87.9         | 84.3         | 84.6         | 85.6         | 86.2         | 85.6         | 85.2         | 85.0         | 84.8         | 86.1         |
| -------------------------------------------------------------- | ------------ | ------------ | ------------ | ------------ | ------------ | ------------ | ------------ | ------------ | ------------ | ------------ | ------------ | ------------ | ------------ |
| Джерело: Vietnam Institute for Building Science and Technology |              |              |              |              |              |              |              |              |              |              |              |              |              |